# Spanje op het wereldkampioenschap voetbal 2014
Spanje was een van de deelnemende landen aan het wereldkampioenschap voetbal 2014 in Brazilië. Het was de veertiende deelname voor het land. Vicente del Bosque nam als bondscoach voor de tweede keer deel aan het WK. Spanje werd als titelverdediger in de eerste ronde uitgeschakeld na nederlagen tegen Nederland (1-5) en Chili (0-2), en een zege tegen Australië (3-0).

## Kwalificatie

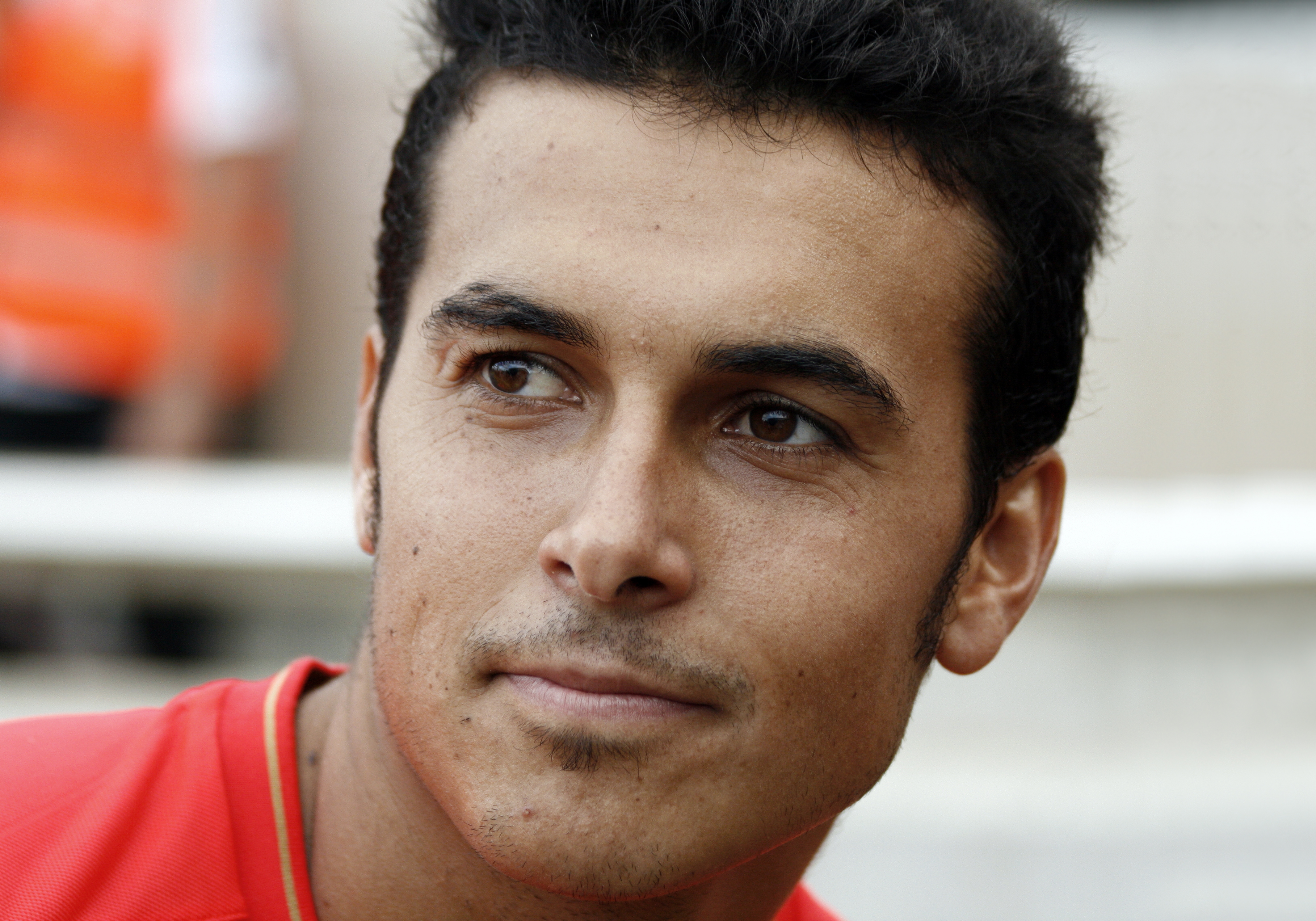
Pedro was bij Spanje een van de uitblinkers met 4 doelpunten en twee assists.

Spanje werd in de kwalificatiecampagne voor het wereldkampioenschap ondergebracht in Groep I, samen met Frankrijk, Georgië, Finland en Wit-Rusland. Het was de enige groep met vijf in plaats van zes landen.
De Spanjaarden begonnen de kwalificatieronde met een zuinige zege tegen het bescheiden voetballand Georgië. Het werd 0-1 na een late goal van Roberto Soldado. Tegen Wit-Rusland kende Spanje minder moeilijkheden. Het werd 0-4 na een doelpunt van Jordi Alba en een hattrick van Pedro. In het volgende duel moest het elftal van bondscoach Vicente del Bosque het opnemen tegen Frankrijk, dat net als Spanje beschouwd werd als een favoriet voor de eindzege in Groep I. De Spanjaarden kwamen 1-0 voor via Sergio Ramos, maar zagen hoe Olivier Giroud in de 94e minuut een counter knap afrondde en alsnog voor een gelijkspel zorgde. Door de puntendeling bleven beide landen op de eerste plaats staan.
Op de vierde speeldag vormde zich de eerste afscheiding tussen Spanje en Frankrijk. De Fransen wonnen met 3-1 van Georgië, terwijl Spanje in eigen huis punten liet liggen tegen Finland. Opnieuw Ramos had zijn land op voorsprong gebracht, maar Teemu Pukki zorgde in de 79e minuut voor de verrassende 1-1-eindstand. Nadien mocht Spanje het opnieuw opnemen tegen Frankrijk. In het Stade de France deed de regerende wereldkampioen een gouden zaak. Het won met 0-1 dankzij een goal van Pedro en wipte zo in het klassement over Frankrijk naar de eerste plaats.
De Spanjaarden gaven de koppositie nadien niet meer uit handen. Eerst werd er gewonnen van Finland; het werd 0-2 via doelpunten van Alba en Álvaro Negredo. Vervolgens won Spanje met 2-1 van Wit-Rusland. De doelpuntmakers waren Xavi en opnieuw Negredo. Op de laatste speeldag stelde Spanje de kwalificatie veilig door met 2-0 te winnen van Georgië. Negredo maakte in dat duel zijn derde kwalificatiedoelpunt, Juan Mata zijn eerste.

### Kwalificatieduels
| 11 september 2012 | Georgië     | 0 – 1 | Spanje      |
| 12 oktober 2012   | Wit-Rusland | 0 – 4 | Spanje      |
| 16 oktober 2012   | Spanje      | 1 – 1 | Frankrijk   |
| 22 maart 2013     | Spanje      | 1 – 1 | Finland     |
| 26 maart 2013     | Frankrijk   | 0 – 1 | Spanje      |
| 6 september 2013  | Finland     | 0 – 2 | Spanje      |
| 11 oktober 2013   | Spanje      | 2 – 1 | Wit-Rusland |
| 15 oktober 2013   | Spanje      | 2 – 0 | Georgië     |

### Stand groep I
| Nr. | Land        | GW | W | G | V | DV | DT | DS  | Ptn |
| --- | ----------- | -- | - | - | - | -- | -- | --- | --- |
| 1   | Spanje      | 8  | 6 | 2 | 0 | 14 | 3  | +11 | 20  |
| 2   | Frankrijk   | 8  | 5 | 2 | 1 | 15 | 6  | +9  | 17  |
| 3   | Finland     | 8  | 2 | 3 | 3 | 5  | 9  | −4  | 9   |
| 4   | Georgië     | 8  | 1 | 2 | 5 | 3  | 8  | −7  | 5   |
| 5   | Wit-Rusland | 8  | 1 | 1 | 6 | 7  | 16 | −9  | 4   |

### Doelpunten en assists
| Naam            | Wed. | Goals | Assists |
| --------------- | ---- | ----- | ------- |
| Pedro           | 8    | 4     | 3       |
| Álvaro Negredo  | 4    | 3     | 0       |
| Sergio Ramos    | 8    | 2     | 1       |
| Jordi Alba      | 5    | 2     | 0       |
| Xavi            | 7    | 1     | 1       |
| Juan Mata       | 3    | 1     | 0       |
| Roberto Soldado | 1    | 1     | 0       |
| Cesc Fàbregas   | 7    | 0     | 3       |
| Gerard Piqué    | 5    | 0     | 2       |
| David Silva     | 5    | 0     | 2       |
| Andrés Iniesta  | 8    | 0     | 1       |
| Jesús Navas     | 3    | 0     | 1       |
| Nacho Monreal   | 2    | 0     | 1       |

## Vriendschappelijke interlands 2014
| |           |               |                               | |
| 5 maart 2014, 17:15 uur | Spanje    | 1 – 0 (0 – 0) | Italië                        | : Iker Casillas |
| Estadio Vicente Calderón, Madrid 35.000 toeschouwers « lijst van ontmoetingen » Scheidsrechter: Evgen Aranovskiy Lijnrechter: Oleksandr Voytyuk Lijnrechter: Oleksandr Korniyko Vierde official: Carlos del Cerro Vriendschappelijk | Pedro 63' |               | 43' D. Criscito 75' M. Destro | Basisopstelling Spanje: I. Casillas; J. Alba, S. Ramos, J. Martínez, C. Azpilicueta; T. Alcántara, S. Busquets, C. Fàbregas; A. Iniesta, D. Costa, Pedro Reservebank Spanje: P. Reina, V. Valdés, R. Albiol, Juanfran, X. Alonso, S. Cazorla, X. Hernández, J. Navas, Koke, D. Silva, A. Negredo Toegepaste wissels Spanje: 46' I. Casillas V. Valdés 46' C. Fàbregas D. Silva 46' S. Busquets X. Alonso 66' A. Iniesta J. Navas 66' S. Ramos R. Albiol 82' Pedro S. Cazorla |
| Bijzonderheden: - Diego Costa, spelend voor Atlético Madrid, maakte zijn debuut in deze interland. De meest ervaren speler aan de kant van de Spanjaarden was doelman Iker Casillas: hij speelde zijn 153e wedstrijd.               |           |               |                               | |

| |                               |               |               | |
| 30 mei 2014, 22:00 uur | Spanje                        | 2 – 0 (0 – 0) | Bolivia       | : Xavi |
| Estadio Ramón Sánchez Pizjuán, Sevilla 35.000 toeschouwers « lijst van ontmoetingen » Scheidsrechter: Lorenc Jemini Lijnrechter: Ermal Barushi Lijnrechter: Denis Rexha Vierde official: Alejandro Hernández Vriendschappelijk | Torres 51' (pen.) Iniesta 84' |               | 41' Chumacero | Basisopstelling Spanje: P. Reina; A. Moreno, J. Martínez, G. Piqué, C. Azpilicueta; A. Iturraspe, S. Cazorla, Xavi; J. Mata, F. Torres, Pedro Reservebank Spanje: G. Deulofeu, D. Silva, S. Busquets, C. Fabrègas, A. Iniesta, I. Casillas, D. de Gea, R. Albiol Toegepaste wissels Spanje: 46' G. Piqué Raúl Albiol 60' Xavi S. Busquets 60' F. Torres C. Fabrègas 60' S. Cazorla D. Silva 60' Juan Mata A. Iniesta 79' Pedro G. Deulofeu |
| Bijzonderheden: - Doordat spelers van Real Madrid en Atlético Madrid nog niet aanwezig waren na de finale van de UEFA Champions League 2013/14 was er ruimte voor Ander Iturraspe (Athletic Bilbao) en Gerard Deulofeu (Everton FC) om hun debuut in het Spaans voetbalelftal te maken. - Spanje speelde tegen Bolivia zijn laatste duel in eigen land. Daarna reisde het naar Washington D.C., Verenigde Staten voor een oefeninterland. Daarna begint het eindtoernooi in Brazilië. |                               |               |               | |

## Het wereldkampioenschap
Op 6 december 2013 werd er geloot voor de groepsfase van het WK in Brazilië. Spanje werd als reekshoofd ondergebracht in Groep B en kreeg zo Salvador, Rio de Janeiro en Curitiba als speelsteden voor de groepsfase. Ook Nederland, Chili en Australië kwamen in Groep B terecht. Het eerste duel van Spanje, tegen Nederland, is een heruitgave van de WK-finale van 2010. Bondscoach Vicente Del Bosque verklaarde na de loting dat hij voorspeld had dat Spanje tegen Nederland zou spelen. Hij stelde ook dat zijn land in een lastige poule was beland.
De FIFA maakte op 13 mei bekend dat de slogan van het Spaans elftal, zichtbaar op de spelersbus, "En nuestro corazón, la pasión de un campeón" is, dat "In ons hart, de passie van een kampioen" betekent. De slogan werd door supporters gekozen.

### Uitrustingen
| Thuis | Uit | Alternatief | Doelman |  |

### Technische staf
| Naam                    | Functie             |
| ----------------------- | ------------------- |
| Technische staf         |                     |
| Vicente del Bosque      | Bondscoach          |
| José Antonio Grande     | Assistent           |
| José Manuel Ochotorena  | Keeperstrainer      |
| Paloma Antoranz Espinar | Perschef            |
| Medische staf           |                     |
| Óscar Luis Celada       | Hoofd medische staf |
| Juan José Garcia Cota   | Dokter              |

### Selectie en statistieken
| Nr. | Naam              | Geboortedatum | GW |   |   |   |   |   |   | Club              | Positie(s) |
| --- | ----------------- | ------------- | -- | - | - | - | - | - | - | ----------------- | ---------- |
| 1   | Iker Casillas     | 20-05-1981    | 2  | 0 | 1 | 0 | 0 | 0 | 0 | Real Madrid       | GK         |
| 2   | Raul Albiol       | 04-09-1985    | 1  | 0 | 0 | 0 | 0 | 0 | 0 | Napoli            | CB         |
| 3   | Gerard Piqué      | 02-02-1987    | 1  | 0 | 0 | 0 | 0 | 0 | 0 | FC Barcelona      | CB         |
| 4   | Javier Martínez   | 02-09-1988    | 1  | 0 | 0 | 0 | 0 | 0 | 0 | Bayern München    | DM, CB     |
| 5   | Juanfran          | 09-01-1985    | 1  | 0 | 0 | 0 | 0 | 0 | 0 | Atlético Madrid   | RB         |
| 6   | Andrés Iniesta    | 11-05-1984    | 3  | 0 | 0 | 0 | 0 | 0 | 0 | FC Barcelona      | AM, CM, LW |
| 7   | David Villa       | 03-12-1981    | 1  | 1 | 0 | 0 | 0 | 0 | 1 | Atlético Madrid   | CF, RW     |
| 8   | Xavi              | 25-01-1980    | 1  | 0 | 0 | 0 | 0 | 0 | 0 | FC Barcelona      | CM         |
| 9   | Fernando Torres   | 20-03-1984    | 3  | 1 | 0 | 0 | 0 | 2 | 0 | Chelsea           | CF         |
| 10  | Cesc Fàbregas     | 04-05-1987    | 2  | 0 | 0 | 0 | 0 | 2 | 0 | FC Barcelona      | AM, CF, CM |
| 11  | Pedro             | 28-07-1987    | 2  | 0 | 0 | 0 | 0 | 1 | 1 | FC Barcelona      | LW, RW     |
| 12  | David De Gea      | 07-11-1990    | 0  | 0 | 0 | 0 | 0 | 0 | 0 | Manchester United | GK         |
| 13  | Juan Mata         | 28-04-1988    | 1  | 1 | 0 | 0 | 0 | 1 | 0 | Manchester United | AM, LW, RW |
| 14  | Xabi Alonso       | 25-11-1981    | 3  | 1 | 0 | 0 | 0 | 0 | 3 | Real Madrid       | DM         |
| 15  | Sergio Ramos      | 30-03-1986    | 3  | 0 | 1 | 0 | 0 | 0 | 0 | Real Madrid       | CB         |
| 16  | Sergio Busquets   | 16-07-1988    | 2  | 0 | 0 | 0 | 0 | 0 | 0 | FC Barcelona      | DM         |
| 17  | Koke              | 08-01-1992    | 2  | 0 | 0 | 0 | 0 | 1 | 0 | Atlético Madrid   | AM, LW, RW |
| 18  | Jordi Alba        | 21-03-1989    | 3  | 0 | 0 | 0 | 0 | 0 | 0 | FC Barcelona      | LB         |
| 19  | Diego Costa       | 07-10-1988    | 2  | 0 | 0 | 0 | 0 | 0 | 2 | Atlético Madrid   | CF         |
| 20  | Santi Cazorla     | 13-12-1984    | 2  | 0 | 0 | 0 | 0 | 0 | 2 | Arsenal           | LW, RW, AM |
| 21  | David Silva       | 08-01-1986    | 3  | 0 | 0 | 0 | 0 | 1 | 1 | Manchester City   | AM, LW, RW |
| 22  | César Azpilicueta | 28-08-1989    | 2  | 0 | 0 | 0 | 0 | 0 | 0 | Chelsea           | RB, LB     |
| 23  | José Manuel Reina | 31-08-1982    | 1  | 0 | 0 | 0 | 0 | 0 | 0 | Napoli            | GK         |

### Wedstrijden
| Nr. | Land      | GW | W | G | V | DV | DT | DS | Ptn |
| --- | --------- | -- | - | - | - | -- | -- | -- | --- |
| 1.  | Nederland | 3  | 3 | 0 | 0 | 10 | 3  | +7 | 9   |
| 2.  | Chili     | 3  | 2 | 0 | 1 | 5  | 3  | +2 | 6   |
| 3.  | Spanje    | 3  | 1 | 0 | 2 | 4  | 7  | −3 | 3   |
| 4.  | Australië | 3  | 0 | 0 | 3 | 3  | 9  | −6 | 0   |

#### Groepsfase
|                                      |                   |         |                                                 |                                                                                    |
| 13 juni 2014 16:00 UTC−3 21:00 UTC+2 | Spanje            | 1 – 5   | Nederland                                       | Bahia Arena, Salvador Toeschouwers: 48.173 Scheidsrechter: Nicola Rizzoli (Italië) |
| 13 juni 2014 16:00 UTC−3 21:00 UTC+2 | Alonso 27' (pen.) | Verslag | 44', 72' Van Persie 53', 80' Robben 64' De Vrij | Bahia Arena, Salvador Toeschouwers: 48.173 Scheidsrechter: Nicola Rizzoli (Italië) |

| Spanje | Nederland |

| Spanje:            |    |                   |     |
|                    |    |                   |     |
| GK                 | 1  | Iker Casillas     | 65' |
| RB                 | 22 | César Azpilicueta |     |
| CB                 | 3  | Gerard Piqué      |     |
| CB                 | 15 | Sergio Ramos      |     |
| LB                 | 18 | Jordi Alba        |     |
| DM                 | 16 | Sergio Busquets   |     |
| CM                 | 8  | Xavi              |     |
| CM                 | 14 | Xabi Alonso       | 63' |
| RW                 | 21 | David Silva       | 78' |
| CF                 | 19 | Diego Costa       | 63' |
| LW                 | 6  | Andrés Iniesta    |     |
| Wisselspelers:     |    |                   |     |
| FW                 | 9  | Fernando Torres   | 63' |
| FW                 | 11 | Pedro             | 63' |
| MF                 | 10 | Cesc Fàbregas     | 78' |
| Coach:             |    |                   |     |
| Vicente del Bosque |    |                   |     |

| Nederland:     |    |                     |         |
|                |    |                     |         |
| GK             | 1  | Jasper Cillessen    |         |
| RWB            | 7  | Daryl Janmaat       |         |
| CB             | 3  | Stefan de Vrij      | 41' 77' |
| CB             | 2  | Ron Vlaar           |         |
| CB             | 4  | Bruno Martins Indi  |         |
| LWB            | 5  | Daley Blind         |         |
| CM             | 8  | Jonathan de Guzman  | 25' 62' |
| CM             | 6  | Nigel de Jong       |         |
| AM             | 10 | Wesley Sneijder     |         |
| CF             | 9  | Robin van Persie    | 66' 79' |
| CF             | 11 | Arjen Robben        |         |
| Wisselspelers: |    |                     |         |
| MF             | 20 | Georginio Wijnaldum | 62'     |
| DF             | 13 | Joël Veltman        | 77'     |
| FW             | 17 | Jeremain Lens       | 79'     |
| Coach:         |    |                     |         |
| Louis van Gaal |    |                     |         |

|                          |        |         |                         |                                                                                              |
| 18 juni 2014 16:00 UTC−3 | Spanje | 0 – 2   | Chili                   | Maracanã, Rio de Janeiro Toeschouwers: 74.101 Scheidsrechter: Mark Geiger (Verenigde Staten) |
| 18 juni 2014 16:00 UTC−3 |        | Verslag | 20' Vargas 43' Aránguiz | Maracanã, Rio de Janeiro Toeschouwers: 74.101 Scheidsrechter: Mark Geiger (Verenigde Staten) |

| Spanje | Chili |

| Spanje:            |    |                   |         |
|                    |    |                   |         |
| GK                 | 1  | Iker Casillas     |         |
| RB                 | 22 | César Azpilicueta |         |
| CB                 | 4  | Javier Martínez   |         |
| CB                 | 15 | Sergio Ramos      |         |
| LB                 | 18 | Jordi Alba        |         |
| CM                 | 16 | Sergio Busquets   |         |
| CM                 | 14 | Xabi Alonso       | 40' 46' |
| AM                 | 6  | Andrés Iniesta    |         |
| RW                 | 21 | David Silva       |         |
| CF                 | 19 | Diego Costa       | 64'     |
| LW                 | 11 | Pedro             | 76'     |
| Wisselspelers:     |    |                   |         |
| MF                 | 17 | Koke              | 46'     |
| FW                 | 9  | Fernando Torres   | 64'     |
| MF                 | 20 | Santi Cazorla     | 76'     |
| Coach:             |    |                   |         |
| Vicente del Bosque |    |                   |         |

| Chili:         |    |                  |         |
|                |    |                  |         |
| GK             | 1  | Claudio Bravo    |         |
| RWB            | 4  | Mauricio Isla    |         |
| CB             | 17 | Gary Medel       |         |
| CB             | 5  | Francisco Silva  |         |
| CB             | 18 | Gonzalo Jara     |         |
| LWB            | 2  | Eugenio Mena     | 61'     |
| CM             | 20 | Charles Aránguiz | 64'     |
| CM             | 21 | Marcelo Díaz     |         |
| AM             | 8  | Arturo Vidal     | 26' 88' |
| CF             | 7  | Alexis Sánchez   |         |
| CF             | 11 | Eduardo Vargas   | 85'     |
| Wisselspelers: |    |                  |         |
| MF             | 16 | Felipe Gutiérrez | 64'     |
| MF             | 10 | Jorge Valdivia   | 85'     |
| MF             | 6  | Carlos Carmona   | 88'     |
| Coach:         |    |                  |         |
| Jorge Sampaoli |    |                  |         |

|                          |           |         |                               |                                                                      |
| 23 juni 2014 13:00 UTC−3 | Australië | 0 – 3   | Spanje                        | Arena da Baixada, Curitiba Scheidsrechter: Nawaf Shukralla (Bahrein) |
| 23 juni 2014 13:00 UTC−3 |           | Verslag | 36' Villa 69' Torres 82' Mata | Arena da Baixada, Curitiba Scheidsrechter: Nawaf Shukralla (Bahrein) |

| Australië | Spanje |

| Australië:       |    |                    |       |
|                  |    |                    |       |
| GK               | 1  | Mathew Ryan        |       |
| RB               | 19 | Ryan McGowan       |       |
| CB               | 22 | Alex Wilkinson     |       |
| CB               | 6  | Matthew Špiranović | 88'   |
| LB               | 3  | Jason Davidson     |       |
| CM               | 15 | Mile Jedinak       | 90+2' |
| CM               | 17 | Matt McKay         |       |
| AM               | 13 | Oliver Bozanić     | 72'   |
| RW               | 7  | Mathew Leckie      |       |
| CF               | 9  | Adam Taggart       | 46'   |
| LW               | 11 | Tommy Oar          | 61'   |
| Wisselspelers:   |    |                    |       |
| FW               | 10 | Ben Halloran       | 46'   |
| MF               | 14 | James Troisi       | 61'   |
| MF               | 23 | Mark Bresciano     | 72'   |
| Coach:           |    |                    |       |
| Ange Postecoglou |    |                    |       |

| Spanje:            |    |                 |     |
|                    |    |                 |     |
| GK                 | 23 | Pepe Reina      |     |
| RB                 | 5  | Juanfran        |     |
| CB                 | 2  | Raul Albiol     |     |
| CB                 | 15 | Sergio Ramos    | 62' |
| LB                 | 18 | Jordi Alba      |     |
| CM                 | 17 | Koke            |     |
| DM                 | 14 | Xabi Alonso     | 84' |
| CM                 | 6  | Andrés Iniesta  |     |
| RW                 | 20 | Santi Cazorla   | 68' |
| CF                 | 9  | Fernando Torres |     |
| LW                 | 7  | David Villa     | 57' |
| Wisselspelers:     |    |                 |     |
| MF                 | 13 | Juan Mata       | 57' |
| MF                 | 10 | Cesc Fàbregas   | 68' |
| MF                 | 21 | David Silva     | 84' |
| Coach:             |    |                 |     |
| Vicente del Bosque |    |                 |     |

RFEF · A-internationals · Selecties · Bondscoaches · Spaans vrouwenelftal · Olympisch elftal · Spanje U21 · Spanje U20 · Spanje U19 · Spanje U18 · Spanje U17 · Spanje U16 · Vrouwen U17
1920 – 1929 ·
1930 – 1939 ·
1940 – 1949 ·
1950 – 1959 ·
1960 – 1969 ·
1970 – 1979 ·
1980 – 1989 ·
1990 – 1999 ·
2000 – 2009 ·
2010 – 2019 ·
2020 − 2029
EK's: 1964 · 
1980 · 
1984 · 
1988 · 
1996 · 
2000 · 
2004 · 
2008 · 
2012 · 
2016 · 
2020 · 
2024
WK's: 1934 · 
1950 · 
1962 · 
1966 · 
1978 · 
1982 · 
1986 · 
1990 · 
1994 · 
1998 · 
2002 · 
2006 · 
2010 · 
2014 · 
2018 · 
2022
OS: 1920 ·
1924 · 
1928 · 
1968 · 
1976 · 
1980 · 
1992 · 
1996 · 
2000 · 
2012 ·
2020
1920 · 
1921 · 
1922 · 
1923 · 
1924 · 
1925 · 
1926 · 
1927 · 
1928 · 
1929 · 
1930 · 
1931 · 
1932 · 
1933 · 
1934 · 
1935 · 
1936 · 
1937 · 1939 · 1940 · 
1941 · 
1942 · 
1943 · 1944 · 
1945 · 
1946 · 
1947 · 
1948 · 
1949 · 
1950 · 
1952 · 
1952 · 
1953 · 
1954 · 
1955 · 
1956 · 
1957 · 
1958 · 
1959 · 
1960 · 
1961 · 
1962 · 
1963 · 
1964 · 
1965 · 
1966 · 
1967 · 
1968 · 
1969 · 
1970 · 
1971 · 
1972 · 
1973 · 
1974 · 
1975 · 
1976 · 
1977 · 
1978 · 
1979 · 
1980 · 
1981 · 
1982 · 
1983 · 
1984 · 
1985 · 
1986 · 
1987 · 
1988 · 
1989 · 
1990 · 
1991 · 
1992 · 
1993 · 
1994 · 
1995 · 
1996 · 
1997 · 
1998 · 
1999 · 
2000 · 
2001 · 
2002 · 
2003 · 
2004 · 
2005 · 
2006 · 
2007 · 
2008 · 
2009 · 
2010 · 
2011 · 
2012 · 
2013 ·
2014 ·
2015 ·
2016 ·
2017 ·
2018 ·
2019 ·
2020 ·
2021 ·
2022
Albanië ·
Algerije ·
Andorra ·
Argentinië ·
Armenië ·
Australië ·
Azerbeidzjan ·
België ·
Bolivia ·
Bosnië en Herzegovina ·
Brazilië ·
Bulgarije ·
Canada ·
Chili ·
China ·
Colombia ·
Costa Rica ·
Cyprus ·
DDR ·
Denemarken ·
Duitsland ·
Ecuador ·
Egypte ·
El Salvador ·
Engeland ·
Estland ·
Equatoriaal-Guinea · 
Faeröer ·
Finland ·
Frankrijk ·
GOS ·
Georgië ·
Griekenland ·
Haïti ·
Honduras ·
Hongarije ·
Ierland ·
IJsland ·
Irak ·
Iran ·
Israël ·
Italië ·
Ivoorkust ·
Japan ·
Joegoslavië ·
Jordanië ·
Kosovo ·
Kroatië ·
Letland ·
Liechtenstein ·
Litouwen ·
Luxemburg ·
Malta ·
Marokko ·
Mexico ·
Nederland ·
Nieuw-Zeeland ·
Nigeria ·
Noord-Ierland ·
Noord-Macedonië ·
Noorwegen ·
Oekraïne ·
Oostenrijk ·
Panama ·
Paraguay ·
Peru ·
Polen ·
Portugal ·
Puerto Rico ·
Roemenië ·
Rusland ·
San Marino ·
Saoedi-Arabië ·
Schotland ·
Servië ·
Servië en Montenegro ·
Slovenië ·
Slowakije ·
Sovjet-Unie ·
Tahiti ·
Tsjechië ·
Tsjecho-Slowakije ·
Tunesië ·
Turkije ·
Uruguay ·
Venezuela ·
Verenigde Staten ·
Wales ·
Wit-Rusland ·
Zuid-Afrika ·
Zuid-Korea ·
Zweden ·
Zwitserland
Australië (2014) ·
Brazilië (2013) ·
Chili (2010) ·
Chili (2014) ·
Costa Rica (2022) ·
Duitsland (2008) ·
Duitsland (2022) ·
Engeland (1982) ·
Engeland (2024) ·
Frankrijk (1984) ·
Frankrijk (2006) ·
Frankrijk (2012) ·
Frankrijk (2021) ·
Griekenland (2008) ·
Honduras (2010) ·
Ierland (2012) ·
Iran (2018) ·
Italië (2008) ·
Italië (2012, 1) ·
Italië (2012, 2) ·
Italië (2016) ·
Italië (2021) ·
Japan (2022) ·
Kroatië (2012) ·
Kroatië (2021) ·
Marokko (2018) ·
Marokko (2022) ·
Nederland (2010) ·
Nederland (2014) ·
Oekraïne (2006) ·
Paraguay (2002) ·
Polen (2021) ·
Portugal (2012) ·
Portugal (2018) ·
Rusland (2008, 1) ·
Rusland (2008, 2) ·
Rusland (2018) ·
Saoedi-Arabië (2006) ·
Slovenië (2002) ·
Slowakije (2021) ·
Sovjet-Unie (1964) ·
Tsjechië (2016) ·
Tunesië (2006) ·
Turkije (2016) ·
West-Duitsland (1982) ·
Zuid-Afrika (2002) ·
Zweden (2008) ·
Zweden (2021) ·
Zwitserland (2010) ·
Zwitserland (2021)